# Terry Antonis
Terry Antonis (griechisch Ελευθέριος Αντώνης Eleftherios Andonis; * 26. November 1993 in Sydney) ist ein australisch-griechischer Fußballspieler.

## Karriere

### Verein
Terry Antonis erlernte das Fußballspielen in Australien in den Jugendmannschaften von Sydney Olympic und Marconi Stallions sowie in den Mannschaften des New South Wales Institute of Sport und dem FFA Centre of Excellence. Seinen ersten Vertrag unterschrieb er am 1. Juli 2010 beim Sydney FC. Der Verein aus Sydney spielte in der ersten Liga, der A-League Men. Bis Mitte August 2015 bestritt er für den Erstligisten 69 Ligaspiele. Hierbei schoss er fünf Tore. Am 18. August 2015 ging er nach Europa. Hier schloss er sich in Griechenland dem Erstligisten PAOK Thessaloniki an. Nach vier Erstligaspielen wurde er Anfang September 2016 bis Jahresende 2016 an den ebenfalls in der ersten Liga spielenden Veria FC ausgeliehen. Für den Verein aus Veria stand er einmal auf dem Spielfeld. Am 1. Januar 2017 wurde er von dem australischen Erstligisten Western Sydney Wanderers ausgeliehen. Hier wurde er elfmal eingesetzt. Anfang Juli 2027 verließ PAOK und ging zum niederländischen Erstligisten VVV-Venlo. Bei dem Verein aus Venlo kam er bis Jahresende 2017 nicht zum Einsatz. Im Januar 2018 kehrte er nach Australien zurück. Hier spielte bis Ende Juli 2019 für den Erstligisten Melbourne Victory. Die Saison 2017/18 wurde mit dem Verein australischer Meister. Das Grand Final am 5. Mai 2018 gegen die Newcastle United Jets gewann man mit 1:0. Das Fußballfranchise Suwon Samsung Bluewings aus Südkorea nahm ihn am 23. Juli 2019 unter Vertrag. 2019 gewann er mit dem Verein den südkoreanischen Pokal. In den Finalspielen konnte man sich gegen den Drittligisten Daejeon Korail FC durchsetzen. Nach insgesamt 31 Erstligaspielen kehrte er Ende Juli 2021 nach Australien zurück. Hier spielte er bis Mitte 2024 für die Erstligisten Western Sydney Wanderers und Melbourne City FC. Anfang Juli 2024 zog es ihn nach Thailand. Hier unterschrieb er in Uthai Thani einen Vertrag beim Erstligisten Uthai Thani FC. Nach einer Spielzeit, in der er 18 Ligaspiele bestritt, wurde sein Vertrag im Sommer 2025 nicht verlängert.

### Nationalmannschaft
Terry Antonis spielte 2012 dreimal für die australische U19-Nationalmannschaft. Für die U20 spielte er von 2011 bis 2013 viermal. Mit der U19 nahm er 2012 an der U19-Asienmeisterschaft in den Vereinigten Arabischen Emiraten teil. In der Gruppenphase belegte man den ersten Platz. Im Halbfinale musste man sich dem Team aus dem Irak 2:0 geschlagen geben. Mit der U20 nahm er 2011 an der U20-Weltmeisterschaft in Kolumbien teil. Nach der Gruppenphase belegte man den vierten Platz und schied aus dem Turnier aus. Sein Länderspieldebüt in der A-Nationalmannschaft von Australien gab er am 3. Dezember 2012 im Rahmen der Ostasienmeisterschaft 2013. Hier kam er im Spiel der zweiten Qualifikationsrunde gegen Hongkong zum Einsatz. Bei dem 1:0-Erfolg im Mong Kok Stadium in Hongkong wurde er in der 90.+2 Minute für Brett Emerton eingewechselt.

## Erfolge
Melbourne Victory
- Australischer Meister: 2017/18

Suwon Samsung Bluewings
- Südkoreanischer Pokalsieger: 2019

## Sonstiges
Terry Antonis ist der Bruder von George Antonis.